# 朝天宫站
朝天宫站是一个位于中华人民共和国江苏省南京市秦淮区建邺路与莫愁路交叉口，属于南京地铁5号线的地铁车站。

## 车站结构
朝天宫站位于莫愁路与建邺路交叉路口西侧范家塘地块内，沿莫愁路呈南北走向。为11m标准岛式站台地下两层车站，总长236.0m，宽20.1m，深17.09-18.64m。主体围护结构采用800地下连续墙+1000钻孔灌注桩。
车站结合上盖TOD综合开发，为南京地铁一体化城市设计挖掘的第二个落地项目。项目业态集文创办公、轻食餐饮、文创展览于一身，计划打造成为一个“有颜值、有思想、有趣味的城市会客厅”。

### 楼层分布
| 地面 |                    | 出入口                                               |  |  |
| -1层 | 站厅               | 车站控制室、安检通道、检票口、自动售票机、金陵通服务 |  |  |
| -2层 |                    | █ 5号线 往方家营（上海路）                           |  |  |
|      | 岛式站台，左侧开门 |                                                      |  |  |
|      |                    | █ 5号线 往吉印大道（三山街）                         |  |  |

## 出入口
朝天宫站共设有3个出入口，均沿莫愁路两侧分布。
| 出口編號  | 出口指示 | 建議前往的目的地 | 照片 |
| --------- | -------- | ---------------- | ---- |
| 出口 · 1L |          |                  |      |
| 出口 · 2L |          |                  |      |
| 出口 · 3L |          |                  |      |

## 周边
- 朝天宫
- 南京市博物馆
- 南京市朝天宫民族小学